# Gallinago jamesoni
La agachadiza andina o becasina andina (Gallinago jamesoni) es una especie de ave de la familia Scolopacidae, que se encuentra en los Andes en Bolivia, Colombia, Ecuador, Perú y Venezuela.

## Hábitat
Vive en áreas húmedas y pantanosas de los páramos, principalmente entre los 3.200 y 3.300 m de altitud, pero encontrada entre los 2.800 y 3.600 m s. n. m.

## Descripción
En promedio mide 28 cm de longitud y pesa 165 g. Tiene un largo pico de 102 mm de largo. Las partes superiores, la cabeza y el cuello son de color castaño oscuro con barras color ante; presenta una franja en lo alto de la corona y cejas color ante profundo; los lados de la cabeza, la garganta y el pecho son de color ocráceo manchado de marrón; el vientre es color ante blancuzco con barras marrón oscuro. En vuelo las alas se ven redondeadas.

## Alimentación
Se alimenta de insectos y lombrices, que encuentra escarbando entre el lodo con el pico.